# ProjeKcts
ProjeKcts – nazwa kilku kolejnych projektów muzycznych, tworzonych od maja 1997 roku przez Roberta Frippa na bazie muzyków wchodzących w skład ówczesnego zespołu King Crimson.

## Historia
W maju 1997 roku w Nashville spotkali się muzycy, wchodzący w skład ówczesnego zespołu King Crimson, aby omówić zamierzenia na przyszłość. Z sześciu muzyków dwóch było zaangażowanych w inne projekty: Bill Bruford we własny zespół Bill Bruford’s Earthworks, a Tony Levin – we współpracę z zespołem Seala. Pozostali muzycy wyrazili gotowość kontynuowania działalności pod szyldem King Crimson. Wówczas narodziła się idea ProjeKcts, zespołu działającego w różnych składach, równolegle z King Crimson. Założeniem była chęć kontynuowania działalności koncertowej wtedy, kiedy King Crimson nie był aktywny. Również pod względem organizacyjnym zebranie trzech lub czterech muzyków było łatwiejsze. Istotnym powodem było też poszukiwanie nowych sposobów grania i nowej estetyki dzięki uwolnieniu się od ciężaru legendy King Crimson.

### ProjeKct One
Pierwszy z projektów ProjeKcts, ProjeKct One, dał tylko 4 koncerty (1–4 grudnia 1997) w londyńskiej The Jazz Café. Zostały wydane jako albumy koncertowe nakładem wytwórni Discipline Global Mobile w 1999 roku i w latach późniejszych. Nagrania te zostały wydane ponadto 2002 roku w ramach King Crimson Collectors Club jako Jazz cafe Suite, 1997 oraz w box secie Heaven & Earth. 
Skład:
- Tony Levin – gitara basowa, Chapman stick, syntezator
- Bill Bruford – perkusja, instrumenty perkusyjne
- Robert Fripp – gitara
- Trey Gunn – Touch guitar

#### Dyskografia
- Live at the Jazz Café (1999)
- Jazz Café Suite (December 1-4, 1997) (2003)
- December 04, 1997 - London, Jazz Café, England (2006)
- December 03, 1997 - Jazz Café, London, England (2007)
- December 02, 1997 - Jazz Café, London, England (2007)
- December 01, 1997 - Jazz Café, London, England (2007)

### ProjeKct Two
Drugi z projektów ProjeKcts zadebiutował chronologicznie jako pierwszy, w listopadzie 1997 roku. Efektem trzydniowej sesji (19–21) był dwupłytowy album Space Groove. W roku następnym, w okresie od 20 lutego do 8 lipca, dał kilkanaście koncertów w Wielkiej Brytanii, Stanach Zjednoczonych, Kanadzie i Japonii. Najlepsze ze realizowanych wówczas nagrań znalazły się na albumie Live Groove, zaś jeden kompletny koncert udokumentowano albumem Live In Northampton, MA (July 1, 1998). Niektóre z nagrań („Heavy ConstruKction”, „X-chayn-jiZ”) ciężkimi riffami przypominały brzmienie zespołu, inne („Light ConstruKction”, „The Deception of the Trush”) weszły na stałe do repertuaru King Crimson. Komplet nagrań ProjeKct Two znalazł się w box secie Heaven & Earth.
Skład:
- Adrian Belew – perkusja
- Robert Fripp – gitara
- Trey Gunn – gitara

#### Dyskografia
- Space Groove (1998)
- Live Groove (1999)
- Live In Northampton, MA (July 1, 1998) (2001)
- June 1, 1998 - I.C. Light Music Tent, Pittsburgh, Pennsylvania (2005)
- Live In Chicago, IL (June 4, 1998) (2006)
- June 30, 1998 - Old Lantern, Charlotte, Vermont (2007)
- June 5, 1998 - Park West, Chicago, Illinois, USA (2008)
- May 7, 1998 - Irving Plaza, New York, NY (2010)

### ProjeKct Three
Trzeci z projektów ProjeKcts dał w dniach 21–25 marca 1999 roku pięć koncertów w Stanach Zjednoczonych (Austin i Dallas),  udokumentowanymi albumami koncertowymi, wydanymi w latach 2004–2009. 18 sierpnia tego samego roku wydał album studyjny, Masque. W trakcie działalności ProjeKct Three pojawił się pomysł ProjeKct Three Plus (w poszerzonym składzie), a nawet ProjeKct (wysunięty przez Pata Mastelotto) bez udziału Roberta Frippa, oba jednak nie doczekały się realizacji. Komplet nagrań ProjeKct Three znalazł się w box secie Heaven & Earth.
Skład:
- Pat Mastelotto – elektroniczna perkusja
- Robert Fripp – gitara
- Trey Gunn – gitara

#### Dyskografia
- Masque (1999)
- Live In Austin, TX (March 25, 1999) (2004)
- March 23, 1999 - Cactus Cafe, Austin, Texas (2005)
- March 24, 1999 Poor David's, Dallas, Texas (2007)
- Live In Alexandria, VA (March 3, 2003) (2007)
- March 21, 1999 Electric Lounge, Austin, TX (2009)

### ProjeKct Four
ProjeKct Four, pomimo numeracji, pojawił się wcześniej niż ProjeKct Three, bo już w 1998 roku dając w okresie październik–listopad siedem koncertów w Stanach Zjednoczonych. Ich efektem było 5 albumów koncertowych. Komplet nagrań ProjeKct Four znalazł się w box secie Heaven & Earth.
Skład:
- Tony Levin – gitara basowa, Chapman stick
- Pat Mastelotto – elektroniczna perkusja
- Robert Fripp – gitara
- Trey Gunn – gitara, śpiew

#### Dyskografia
- West Coast Live (1999)
- Live In San Francisco: The Roar Of P4 (1999)
- October 23, 1998 - Fox Theatre, Boulder, Colorado (2005)
- November 02, 1998 - 7th Note, San Francisco, California (2006)
- November 02, 1998 - 7th Note, San Francisco, California (2008)

W 1999 roku ukazała się zbiorcza kompilacja wszystkich czterech projektów, zatytułowana The ProjeKcts.

### ProjeKct X
Album ProjeKct X został zrealizowany podczas sesji nagraniowych albumu King Crimson, The ConstruKction of Light, w tym samym składzie, ale przy innym założeniu – muzycy postanowili położyć nacisk na improwizację. Według Adriana Belew materiał muzyczny był wymyślany przez muzyków na bieżąco, a zadaniem inżyniera dźwięku, Billa Moniana było połączenie zrealizowanych fragmentów w całość, pozbawioną formy, melodii i tekstów. Wśród zarejestrowanych utworów był „Heaven and Earth”, który dał tytuł albumowi studyjnemu ProjeKct X i został zamieszczony również na The ConstruKction of Light. Album znalazł się ponadto w box secie Heaven & Earth.
Skład:
- Robert Fripp – gitara
- Adrian Belew – gitara, śpiew
- Trey Gunn – Chapman stick, gitara basowa
- Pat Mastelotto – perkusja

#### Dyskografia
- Heaven and Earth (2000)[13]

### ProjeKct Six
30 listopada 2006 roku Adrian Belew (elektroniczna perkusja) i Robert Fripp (gitara) dali koncert jako ProjeKct Six. Rejestracji nagrań dokonano w trzech salach koncertowych Wschodniego Wybrzeża : Berklee Performance Center w Bostonie, Nokia Theater w Nowym Jorku oraz Keswick Theatre w Glenside (Pensylwania). Komplet nagrań ProjeKct Six znalazł się w box secie Heaven & Earth.

### A King Crimson ProjeKct
W 2011 roku ukazał się album A Scarcity of Miracles nawiązujący w podtytule (A King Crimson ProjeKct) zarówno do King Crimson, jak i do ProjeKcts. Album nagrali: Jakko Jakszyk, Robert Fripp i Mel Collins z gościnnym udziałem Tony’ego Levina i Gavina Harrisona.

### The King Crimson ProjeKct
W 2008 roku King Crimson zawiesił na dłuższy czas swoją działalność. Koncertowały wówczas dwa zespoły, utworzone przez jego byłych członków: The Adrian Belew Power Trio, w skład którego wchodzili: basistka Julie Slick i perkusista Tobias Ralph oraz Stick Men z Tonym Levinem, Patem Mastelotto i gitarzystą Markusem Reuterem. Oba zespoły, mające w swoim repertuarze materiał muzyczny King Crimson, połączyły się w 2011 roku pod szyldem The Crimson ProjeKCt. Pretekstu do takiej decyzji dostarczyła odmowna odpowiedź Roberta Frippa na wysuniętą przez Adriana Belew propozycję zorganizowania trasy koncertowej z okazji trzydziestej rocznicy wydania albumu Discipline.

#### Dyskografia
- Official Bootleg Live 2012 (2013)
- Official Bootleg Limited Edition (Live Recorded at Club Citta' On Mar.15.2013)
- Official Bootleg Limited Edition (Live Recorded at Club Citta' On Mar.16.2013)
- Official Bootleg Limited Edition (Live Recorded at Club Citta' On Mar.17.2013)
- Live In Tokyo (2014)
- Live (2015)[18]